# Zorro se démasque
Pour plus de détails, voir Fiche technique et Distribution.
Zorro se démasque (La montaña sin ley) est un film espagnol réalisé par Miguel Lluch en 1953.

## Fiche technique
- Titre original : La montaña sin ley
- Titre français : Zorro se démasque
- Titre anglais ou international : Lawless Mountain
- Réalisation : Miguel Lluch
- Scénario : José Germán Huici
- Production : Ignacio F. Iquino
- Société(s) de production : Ignacio F. Iquino Producción
- Pays de production :  Espagne
- Langue originale : espagnol
- Format : noir et blanc — 35 mm — 1,37:1 — son Mono
- Genre : drame, western
- Durée : 95 minutes
- Dates de sortie :
  - Espagne : 21 septembre 1953
  - France : 31 mars 1965[1]

## Distribution
- José Suárez : Zorro
- Isabel de Castro : María
- Teresa Abad
- Juan Balañá
- Barta Barri
- Jesús Colomer
- Luis Induni
- Paco Martínez Soria (sous le nom de Francisco Martínez Soria)
- Pedro Mascaró
- Jorge Morales
- Carlos Otero
- José Manuel Pinillos (sous le nom de José María Pinillo)
- Ramón Quadreny
- María Zaldívar

## Accueil

### Box-office
Lors de sa sortie en France, le film a totalisé 229 256 entrées.